# Ariz (Marco de Canaveses)
Ariz ist ein Dorf im portugiesischen Kreis Marco de Canaveses. In ihm leben 1842 Einwohner (Stand: 30. Juni 2011).
Bis zum Inkrafttreten der kommunalen Neuordnung Portugals am 29. September 2013 bildete Ariz eine eigene Gemeinde (Freguesia). Sie wurde mit den Gemeinden Favões und Magrelos zur neuen Gemeinde Bem Viver zusammengeschlossen. Der Verwaltungssitz der neuen Gemeinde befindet sich in Ariz.